# 卡尔·毛斯
卡尔·毛斯（德語：Karl Mauss，1898年5月17日—1959年2月9日），德国将军。

## 生平
16岁时参加第一次世界大战，战间期曾在汉堡大学取得牙科博士学位并从事牙科医生。后参加第二次世界大战，長期指揮第10和第7裝甲師。